# Heteropsis tenuispadix
Heteropsis tenuispadix är en kallaväxtart som beskrevs av George Sydney Bunting. Heteropsis tenuispadix ingår i släktet Heteropsis och familjen kallaväxter. Inga underarter finns listade.